# Liste der Monuments historiques in Linthal
Die Liste der Monuments historiques in Linthal führt die Monuments historiques in der französischen Gemeinde Linthal auf.

## Liste der Objekte
| Bezeichnung               | Beschreibung                                            | Standort                                 | Kennzeichnung | Schutzstatus | Datum | Bild |
| ------------------------- | ------------------------------------------------------- | ---------------------------------------- | ------------- | ------------ | ----- | ---- |
| Skulptur Madonna mit Kind | Holz, farbig gefasst, erste Hälfte des 16. Jahrhunderts | in der Kirche Ste-Marie-Madeleine (Lage) | PM68000227    | Classé       | 1976  |      |
| Glocke                    | Bronze, 1655 gegossen                                   | in der Kapelle Notre-Dame (Lage)         | PM68000527    | Classé       | 1976  |      |